# Liste des organisations de go
L'article suivant liste les organisations de jeu de go dans le monde.
Il existe de nombreuses fédérations dans le monde. Certaines fédérations sont destinées aux joueurs professionnels. Le développement du go étant en progression, la grande majorité des organisations en dehors de l'Asie est gérée de manière bénévole.
Certaines organisations nationales et internationales regroupent parfois également d'autres activités et essaient de fédérer les organisations de différents jeux (Association internationale des sports de l'esprit par exemple), notamment autour d'évènements internationaux de grande ampleur comme les Jeux mondiaux des sports de l'esprit.

## Internationales
- Fédération internationale de go (IGF), structure dont l'objectif principal est le développement du jeu de go au niveau mondial, notamment en coordonnant les actions des fédérations continentales. Lors de l'assemblée générale de 2012, le nouveau président est M. Koichiro Matsuura, ancien directeur général de l'UNESCO[2]. Elle organise également le Championnat du monde de go.
- Association mondiale de Pair-go membre associé de l'IGF en 2009.
- Ing Changk Wei-Chi Education Foundation membre associé de l'IGF en 2012.

## Continentales
- Fédération européenne de go (EGF) créé en 1957, la même année que le premier congrès et Championnat européen de go (EGC) à Cuxhaven en Allemagne. Elle réunit l'ensemble des fédérations nationales européennes ainsi que celles de nations proches[3].
- Fédération ibéro-américaine de go[4]

## Asie

### Extrême-Orient
La majorité des fédérations de Chine, Corée et Japon sont des organisations gérant les joueurs professionnels. Elles sont d'ailleurs les organisations les plus importantes au niveau mondial.
- Association chinoise de weiqi : organisation chinoise, membre de la Zhongguo Qiyuan[5]. Elle est à destination des professionnels ainsi que des examens pour le devenir.
- Association de baduk de la République Populaire de Corée.
- Hanguk Kiwon : Fédération de Corée du Sud créée en 1945 par Cho Namchul puis structurée à partir de 1955[6].
- Korean Amateur Baduk Association : Fédération de Corée du Sud créée le 24 novembre 2005[7] destinée aux amateurs.
- Association de go de Hong Kong.
- Nihon Ki-in : première fédération japonaise de go destinée aux professionnels, fondée en 1924[8].
- Kansai Ki-in : deuxième fédération japonaise de go destinée aux professionnels, fondée en 1950 par Hashimoto Utaro, devenue indépendante de la Nihon Ki-in à la suite d'une dispute pour le titre Honinbo[9].
- Club de go de Macao, affilié à l'IGF en 2008.
- Association mongole de go, affiliée à l'IGF en 2003.
- Taiwan Qiyuan : fédération taïwanaise de go, créée le 4 mars 2000 grâce à des fonds de Weng Ming Xian.

### Asie du Sud-Est
- Association du Brunei Darussalam de go, a demandé son affiliation l'IGF en 2011.
- Organisation indonésienne de go, affiliée à l'IGF en 1994.
- Association malaisienne de go, affiliée à l'IGF en 1987.
- Association philippine de go, affiliée à l'IGF en 2007.
- Association singapourienne de weiqi, affiliée à l'IGF en 1982.
- Association thaï de go, affiliée à l'IGF en 1983.
- Association vietnamienne de go, affiliée à l'IGF en 1999.

### Proche et Moyen-Orient
- Fédération arménienne des fléchettes et du go, membre de l'EGF, affiliée à l'IGF en 2000.
- Fédération GalaGAPI d'Azerbaïdjan, membre de l'EGF, affiliée à l'IGF en 2005.
- Fédération géorgienne de go, membre observateur de l'EGF.
- Fédération israélienne de go, membre de l'EGF, affiliée à l'IGF en 1997.
- Fédération kazakh de go, membre de l'EGF, affiliée à l'IGF en 2012.
- Association des joueurs de go de Turquie, membre de l'EGF, affiliée à l'IGF en 1993.

### Sous-continent indien
- Association indienne de go amateur, affiliée à l'IGF en 1997.
- Association népalaise de go, affiliée à l'IGF en 2003.

## Europe
- Deutscher Go-Bund, affiliée à l'IGF en 1982.
- Andorre, non-affilié.
- Go Verband Österreich, affiliée à l'IGF en 1982.
- Fédération belge de go, affiliée à l'IGF en 1985. Organisatrice du Tournoi de go de Bruxelles.
- Fondation biélorusse de go, affiliée à l'IGF en 2001.
- Fédération bosniaque de go, affiliée à l'IGF en 2001.
- Association bulgare de go, affiliée à l'IGF en 2005.
- Alliance de Croatie de go, affiliée à l'IGF en 1997.
- Association chypriote de go, affiliée à l'IGF en 2005.
- Fédération danoise de go, affiliée à l'IGF en 1982.
- Association espagnole de go, affiliée à l'IGF en 1982.
- Estonie, non-affilié.
- Fédération finlandaise de go, affiliée à l'IGF en 1982.
- Fédération française de go, créée en 1970[10] affiliée à l'IGF en 1982. Organisatrice du Championnat de France de go, de la Coupe Maître Lim, Tournoi de go de Paris.La Fédération française de go est également affiliée à la Confédération des loisirs de l'esprit, regroupant des disciplines comme les échecs, le bridge, le scrabble.
- Grèce, non-affilié.
- Association magyare de go, affiliée à l'IGF en 1982.
- Association irlandaise de go, affiliée à l'IGF en 1990.
- Fédération islandaise de go, non affiliée.
- Association italienne de go, non affiliée.
- Fédération italienne de go, affiliée à l'IGF en 1982.
- Fédération lettonne de go, affiliée à l'IGF en 2010.
- Fédération lituanienne de go, affiliée à l'IGF en 2000.
- Club de go du Luxembourg, affilié à l'IGF en 1985.
- Moldavie, non-affilié.
- Fédération néerlandaise de go, affiliée à l'IGF en 1982.
- Association polonaise de go, affiliée à l'IGF en 1982.
- Association portugaise de go, affiliée à l'IGF en 1992.
- Fédération roumaine de go, affiliée à l'IGF en 1982. Organisatrice du Championnat de Roumanie de go
- Association britannique de go, affiliée à l'IGF en 1982.
- Fédération russe de go, affiliée à l'IGF en 1985 (en tant que URSS).
- Fédération serbe de go, affiliée à l'IGF en 1982 (en tant que Yougoslavie) puis en 1997.
- Association slovaque de go, affiliée à l'IGF en 1994.
- Association slovène de go, affiliée à l'IGF en 1992.
- Fédération suédoise de go, affiliée à l'IGF en 1982.
- Association suisse de go, affiliée à l'IGF en 1982.
- Association tchèque de go, affiliée à l'IGF en 1982 (en tant que Tchécoslovaquie).
- Fédération ukrainienne de go, affiliée à l'IGF en 1993.

## Afrique
- Association sudafricaine de go, affiliée à l'IGF en 1993.
- Club de go de Madagascar, affilié à l'IGF en 1999.
- Association pour la promotion du Go au Maroc, affiliée à l'IGF en 1999.
- Association tunisienne de go

## Amériques
- Association argentine de go, affiliée à l'IGF en 1982.
- Association brésilienne de go
- Association canadienne de go, affiliée à l'IGF en 1982.
- Association nationale de go du Chili, non-affiliée
- Association chilienne de go, affiliée à l'IGF en 1989.
- Association colombienne de go, affiliée à l'IGF en 1999.
- Association costaricaine de go, affiliée à l'IGF en 2006.
- Club de go de Cuba, affilié à l'IGF en 1994.
- Association équatorienne de go, affiliée à l'IGF.
- Association américaine de go, affiliée à l'IGF en 1982.
- Club de go du Guatemala, affilié à l'IGF en 1999.
- Association du Panama de go, affilié à l'IGF en 2003.
- Association péruvienne de go et de shogi, affilié à l'IGF en 1999.
- Club de go de l'Uruguay, affilié à l'IGF en 2001.
- Association vénézuélienne de go, affiliée à l'IGF en 1992.

## Océanie
- Association australienne de go, affiliée à l'IGF en 1982.
- Société néo-zélandaise de go, affiliée l'IGF en 1982.